# Ihor Terechow
Ihor Ołeksandrowycz Terechow (ukr. Ігор Олександрович Терехов, ur. 14 stycznia 1967) – ukraiński samorządowiec, przedsiębiorca i sędzia piłkarski, mer Charkowa od grudnia 2020 roku. Objął stanowisko po śmierci na COVID-19 rządzącego od 2010 roku mera Hennadija Kernesa, z którym był politycznie związany jako członek partii Blok Kernesa – Charków Sukcesu. W przedterminowych wyborach na mera Charkowa 31 października 2021 roku uzyskał mandat demokratyczny zdobywając 50,66% głosów.

## Życiorys
Ihor Terechow urodził się 14 stycznia 1967 roku w Charkowie. Po ukończeniu szkoły wstąpił do Charkowskiego Instytutu Inżynierii i Budownictwa, który w 1990 roku ukończył na kierunku budownictwo przemysłowe i cywilne. Pozostał na uczelni jako stażysta naukowy. Napisał pracę doktorską, ale jej nie obronił. Stopień naukowy uzyskał w 2006 roku w Państwowej Akademii Administracji Publicznej przy Prezydencie Ukrainy.
Na początku lat 90. jego hobby było sędziowanie meczów piłki nożnej. Jako sędzia liniowy Terechow rozegrał 22 mecze Wyszczej Lihi w sezonach 1992/1993, 1993/1994 i 1994/1995.
W 1994 roku rozpoczął pracę w przedsiębiorstwie ZAT Ukrkondycioner, zostając 3 lata później prezesem spółki. W połowie lat 2000. zakład należący do spółki zbankrutował.
W 1999 roku Terechow po raz pierwszy objął stanowisko urzędowe, jakim był kierownik wydziału rynku konsumenckiego zarządzania gospodarką i majątkiem komunalnym Rady Miasta Charkowa. Urząd ten sprawował do 2006 roku. W wyborach parlamentarnych w marcu 2006 roku bezskutecznie kandydował z list Bloku Nasza Ukraina. W 2007 roku Przewodniczący Charkowskiej Obwodowej Administracji Państwowej Arsen Awakow mianował Terechowa swoim zastępcą.

### Zastępca mera Charkowa
Po przejęciu władzy w Charkowie przez Hennadija Kernesa w 2010 roku Terechow został jego zastępcą. 28 kwietnia 2014 roku, w kilka tygodni po protestach separatystów w Charkowie, doszło do zamachu na Kernesa, w którym mer został ciężko ranny. Od tego czasu coraz częściej zarówno pełnienie funkcji reprezentacyjnych, jak i przewodniczenie komitetu wykonawczemu miasta przypadało zastępcy mera Terechowowi, który w 2015 roku został mianowany na pierwszego zastępcę mera.
W wyborach w 2015 roku Terechow został radnym Charkowa z listy Partii Odrodzenia. Został członkiem stałej komisji ds. planowania, budżetu i finansów. Według danych portalu politycznego Czesno w trakcie kadencji Terechow opuścił ponad 50% posiedzeń swojej komisji. W VII kadencji Rady Miasta Charkowa był przewodniczącym grupy radnych Blok Opozycyjny – Zaufaj Czynom.
W wyborach w 2020 roku odnowił mandat radnego z list partii mera miasta Blok Kernesa – Charków Sukcesu. 17 grudnia w wyniku powikłań po zachorowaniu na COVID-19 zmarł Hennadij Kernes. Tego samego dnia Terechow przejął obowiązki mera Charkowa.

### Mer Charkowa
31 października 2021 roku odbyły się przedterminowe wybory na mera. Terechow zwyciężył w pierwszej turze uzyskując 50,66% poparcia. Drugie miejsce zajął były mer miasta i były Przewodniczący Charkowskiej Obwodowej Administracji Państwowej Mychajło Dobkin z prorosyjskiego Bloku Opozycyjnego – Partii Pokoju i Rozwoju z wynikiem 28,40% głosów. 11 listopada 2021 roku na nadzwyczajnej sesji rady miasta Charkowa Ihor Terechow został zaprzysiężony na mera miasta.
W 2021 roku Terechow opowiadał się za przywróceniem Prospektowi Petra Hryhorenki nazwy Prospekt Marszałka Żukowa wbrew ukraińskiej ustawie „O potępieniu totalitarnych reżimów komunistycznych i narodowo-socjalistycznych (nazistowskich) i zakazie propagowania ich symboliki”. Terechow sprzeciwiał się także demontażowi popiersia radzieckiego generała Gieorgija Żukowa w Charkowie. Popiersie zostało zdemontowane 17 kwietnia 2022 roku przez żołnierzy jednostki specjalnej Kraken.
5 października 2022 roku Taras Kremiń, rzecznik ds. ochrony języka państwowego, udzielił Terechowowi reprymendy za używanie w mediach języka rosyjskiego zamiast państwowego języka ukraińskiego, do którego posługiwaniem się publicznie zobowiązani są urzędnicy państwowi. Pod koniec 2022 roku mer dwukrotnie otrzymał kary finansowe za posługiwanie się językiem obcym w komunikacji publicznej. Pomimo pierwotnych protestów, Terechow w 2023 roku przeszedł na język ukraiński w swoich mediach społecznościowych. W wywiadzie udzielonym portalowi lb.ua 26 lipca 2023 roku przyznał, że „wojna bardzo wiele zmieniła, zmieniła mentalność zarówno mieszkańców Charkowa, jak i Ukraińców. Dziś uważam, że trzeba rozmawiać po ukraińsku”.
24 lutego 2022 roku rozpoczęła się rosyjska inwazja na Ukrainę, w czasie której doszło do bitwy o Charków zakończonej zwycięstwem ukraińskim. W trakcie trwania walk o miasto mer apelował do mieszkańców o zachowanie spokoju i niewpadanie w panikę. Na 27 maja 2024 roku Terechow ogłosił żałobę w mieście po ataku dokonanym dwa dni wcześniej przez Siły Zbrojne Federacji Rosyjskiej. W ataku na charkowski hipermarket budowlany Epicentr zginęło 16 osób, a 43 zostały ranne.

## Odznaczenia i tytuły
- Order „Za zasługi” III stopnia (2012)[11]
- Order „Za Odwagę” III stopnia (2022)[12]
- Medal „Złoty Trójząb” – odznaka Ministerstwa Obrony Ukrainy (2023)[13]
- Zasłużony ekonomista Ukrainy[1]

## Życie prywatne
Jego matka Wiktoria pracowała jako kierownik wydziału w instytucie badawczym chemii podstawowej, a ojciec Ołeksandr był lekarzem sportowym.
Był żonaty z Ołeną Wynnyk, z którą rozwiódł się w 2014 roku. Ma troje dzieci: z pierwszego małżeństwa syna Mykołę (ur. 1995), a z drugiego synów Matwija (ur. 2003) i Andrija (ur. 2006).